# River Nent
Der River Nent ist ein 10 km langer rechter Nebenfluss des River South Tyne in Cumbria in England. 

## Flusslauf
Der River Nent verläuft in den nördlichen Pennines. Er entsteht aus dem Zusammenfluss von Old Carr’s Burn, Middle Cleugh Burn und Long Cleugh Burn südlich von Nenthead. Er fließt zunächst in nördlicher Richtung. Nördlich von Nenthall wendet er sich in westlicher Richtung und fließt durch Alston und mündet im Westen des Ortes in den Oberlauf des River South Tyne.